# Датубара, Альфред Гонти Пий
Альфред Гонти Пий Датубара (индон. Alfred Gonti Pius Datubara OFMCap, 12 февраля 1934 года, Индонезия) — католический прелат, архиепископ Медана с 24 мая 1976 года по 12 февраля 2009 год, член монашеского ордена капуцинов.

## Биография
22 февраля 1964 года Альфред Гонти Пий Датубара был рукоположён в священника в монашеском ордене капуцинов.
5 апреля 1975 года Римский папа Павел VI назначил Альфреда Гонти Пий Датубару вспомогательным епископом архиепархии Медана и титулярным епископом Нови. 29 июня 1975 года состоялось рукоположение Альфреда Гонти Пия Датубару в епископа, которое совершил архиепископ Джакарты кардинал Юлий Рияди Дармаатмаджа в сослужении с архиепископом Медана Антуаном Генри ван ден Гурком и епископом Паданга Раймундо Чезаре Бергамином.
24 мая 1976 года Альфред Гонти Пий Датубара был назначен архиепископом Медана.
12 февраля 2009 года вышел в отставку.